# Géographie de l'Aube

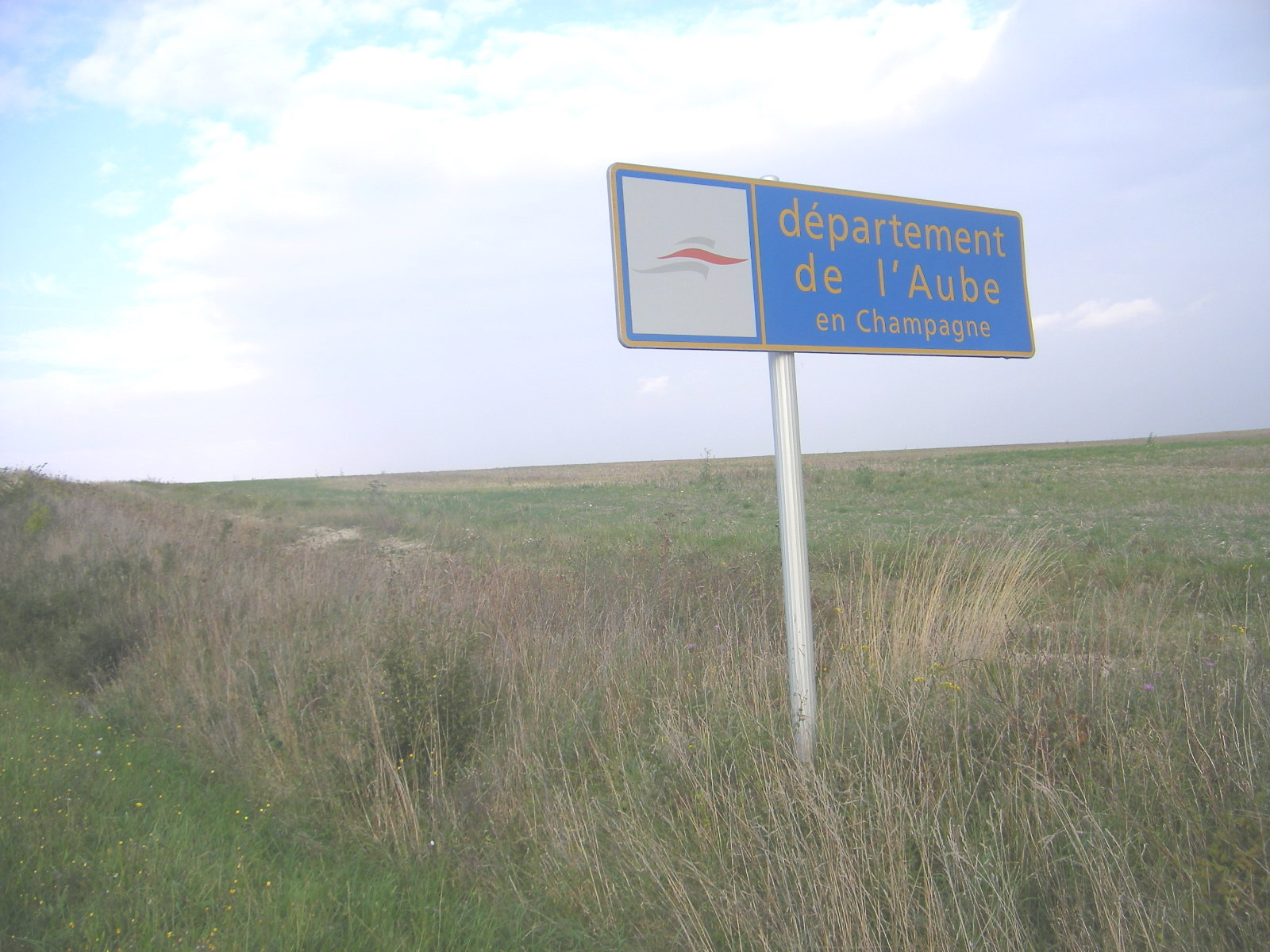
Panneau marquant l'entrée dans le département de l’Aube au bord de la route N 77, entre Neuvy-Sautour (Yonne) et Villeneuve-au-Chemin (Aube).

Le département de l’Aube est situé au sud-ouest de la région Grand Est. Elle est limitrophe des départements de la Marne au nord (sur 130 km de long environ), de la Haute-Marne à l'est (sur 100 km de long), de la Côte-d'Or au sud-est (sur 45 km), de l'Yonne au sud-ouest (sur 175 km) et de Seine-et-Marne à l'ouest (sur 45 km).

## Sous-régions ou «pays» aubois
| \| Pays d'Othe Côte des Bar Champagne crayeuse Vallage Champagne humide Bassigny Nogentais Plateau de Langres La Seine L'Aube \| Carte topographique et localisation des régions naturelles dans le département |
| Pays d'Othe Côte des Bar Champagne crayeuse Vallage Champagne humide Bassigny Nogentais Plateau de Langres La Seine L'Aube                                                                                      |

On peut distinguer au sein du territoire du département, ces régions naturelles ou pays traditionnels :
- quart nord-ouest : la Champagne crayeuse ;
- à la pointe nord-ouest : le Nogentais ;
- au sud-ouest de Troyes : le Pays d'Othe ;
- au sud du département : le Chaourçois ;
- au nord-est : le Briennois ;
- à l'est : le Barrois ;
- entre Troyes et le Barrois : la Champagne humide.

## Relief et géologie

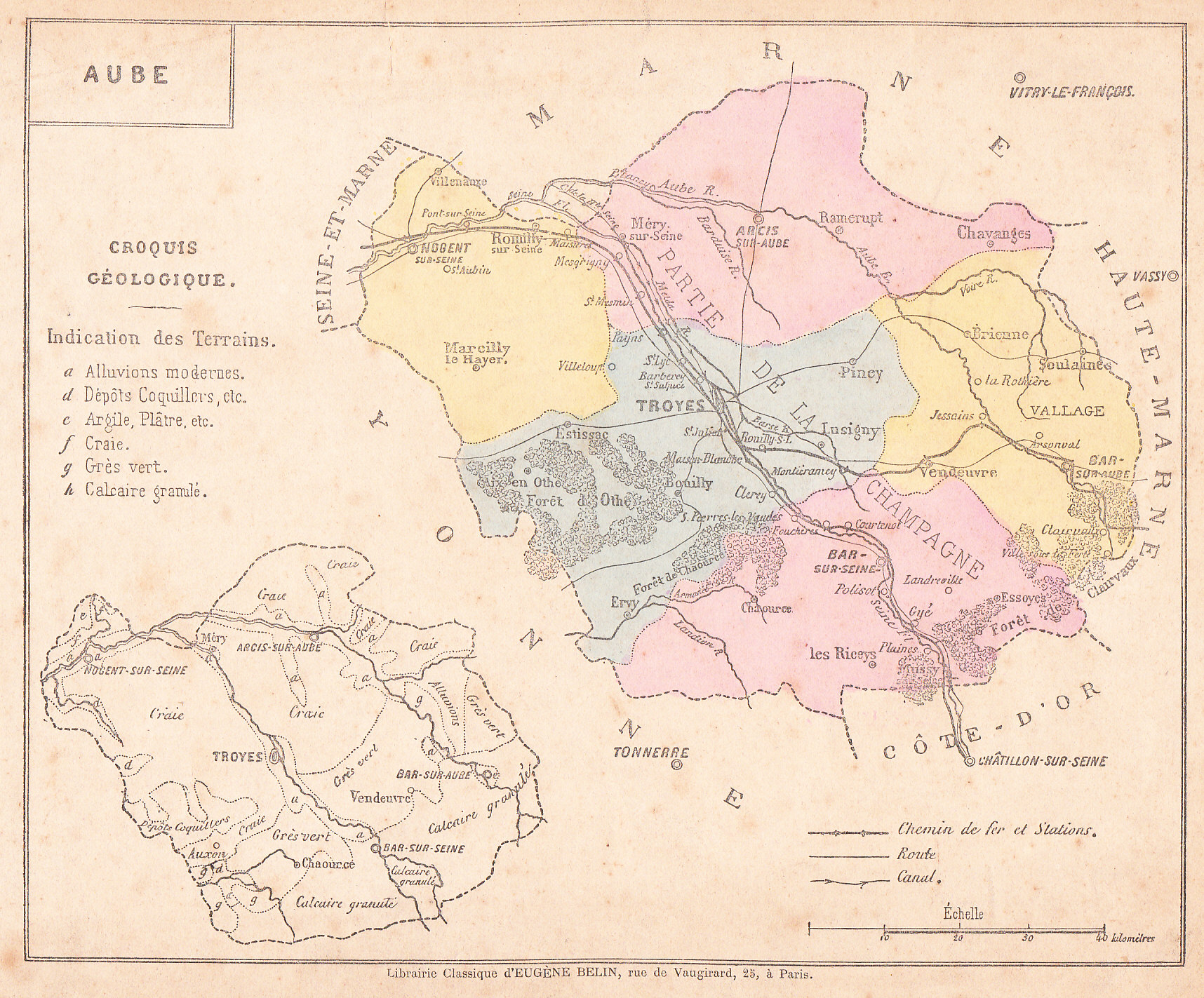
Carte de l'Aube vers 1870.

Le point culminant de l'Aube est de 371±1 m situé à Champignol-lez-Mondeville au lieu-dit le Bois du Mont.
|                       | Troyes     | Romilly-sur-Seine | Bar-sur-Aube | Nogent-sur-Seine | Reims      | Charleville-Mézières |
| --------------------- | ---------- | ----------------- | ------------ | ---------------- | ---------- | -------------------- |
| Altitude minimale     | 100 mètres | 67 mètres         | 156 mètres   | 60 mètres        | 74 mètres  | 133 mètres           |
| Altitude maximale     | 126 mètres | 112 mètres        | 348 mètres   | 113 mètres       | 137 mètres | 323 mètres           |
| Altitude moyenne      | 113 mètres | 90 mètres         | 252 mètres   | 87 mètres        | 106 mètres | 228 mètres           |
| Altitude de la mairie | 107 mètres | 77 mètres         | 165 mètres   | 71 mètres        | 88 mètres  | 152 mètres           |

Paysages de l'Aube :
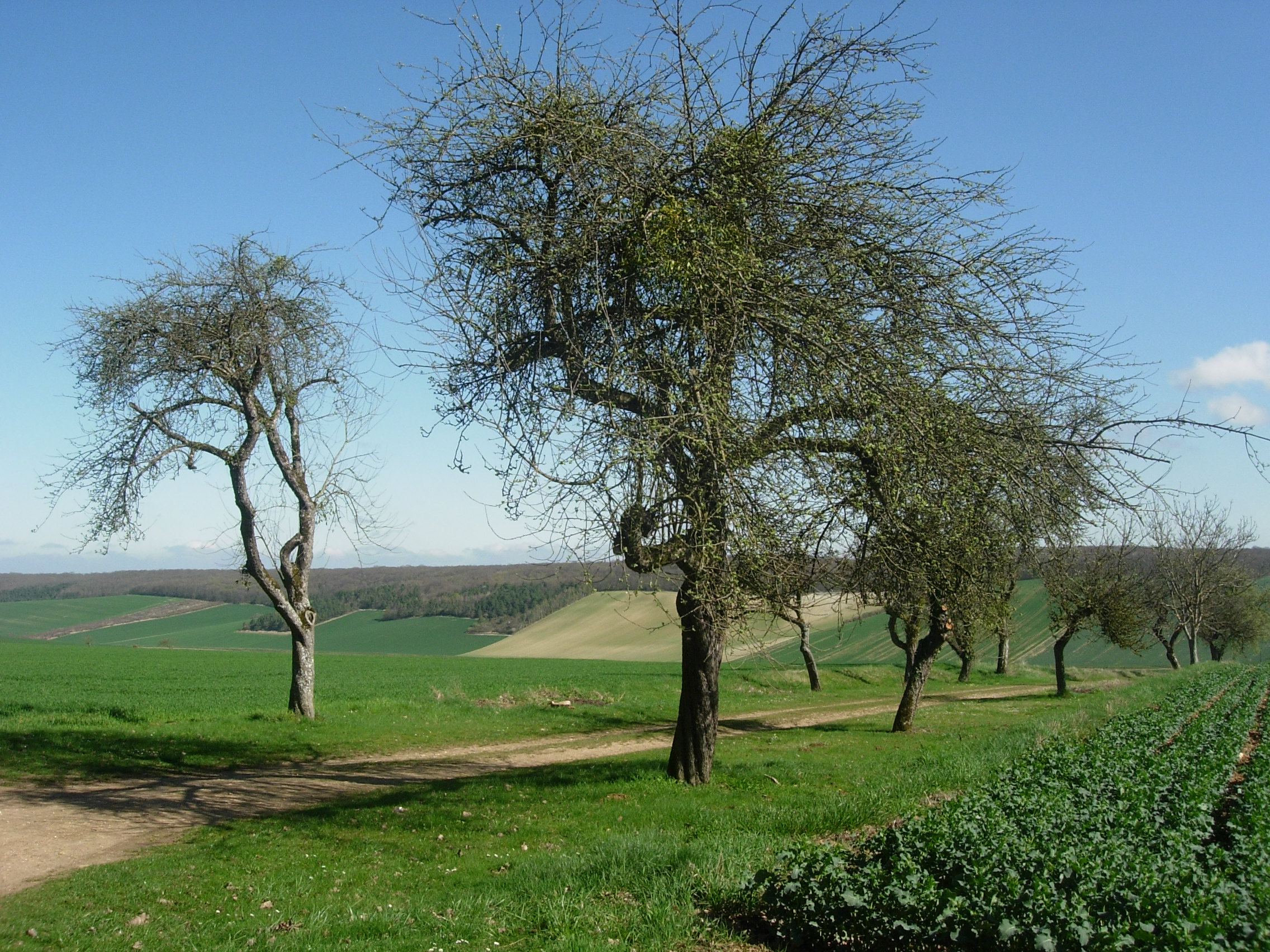
Verger à Vauchassis dans l'ouest.
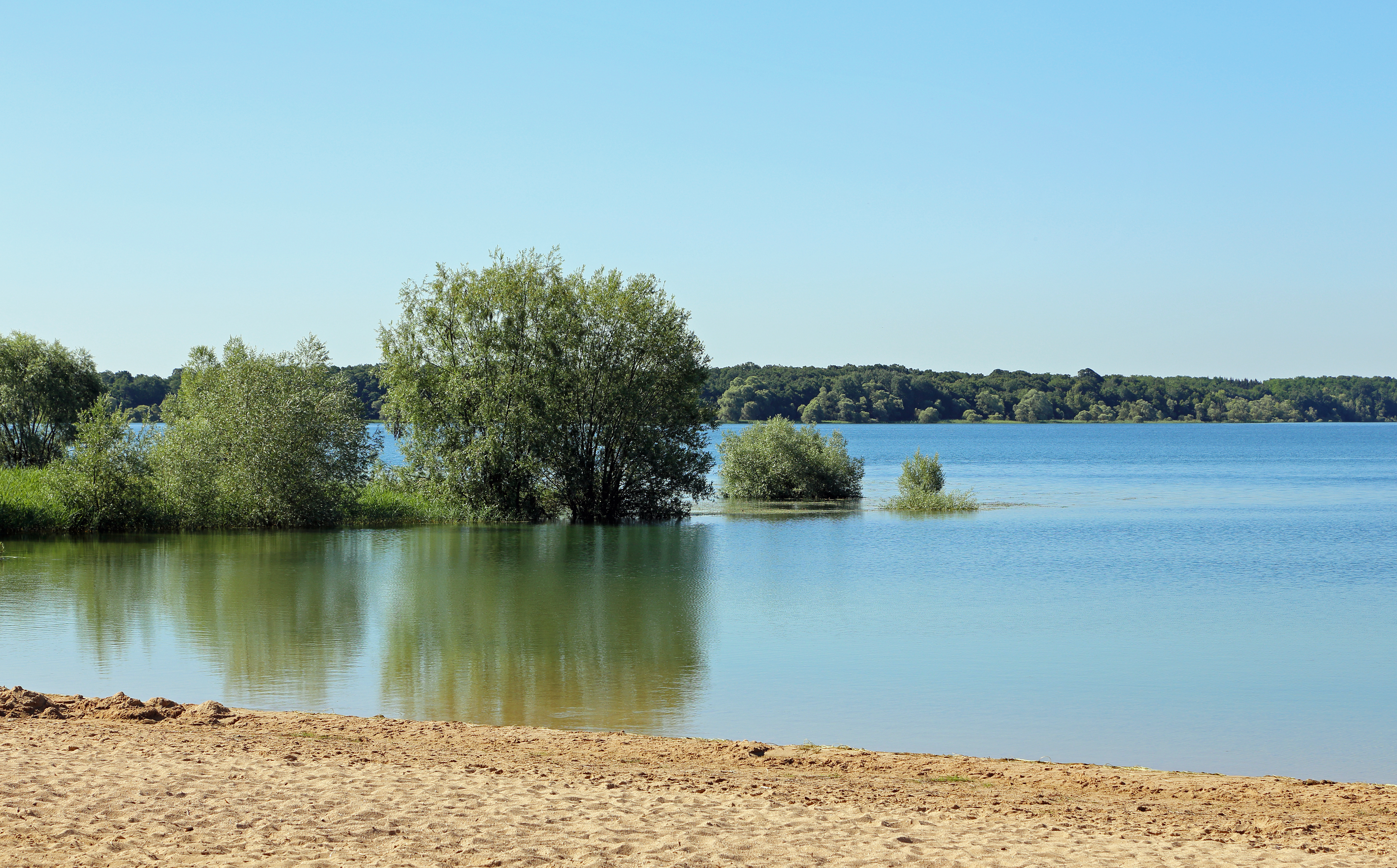
Une plage du lac d'Orient dans l'est.
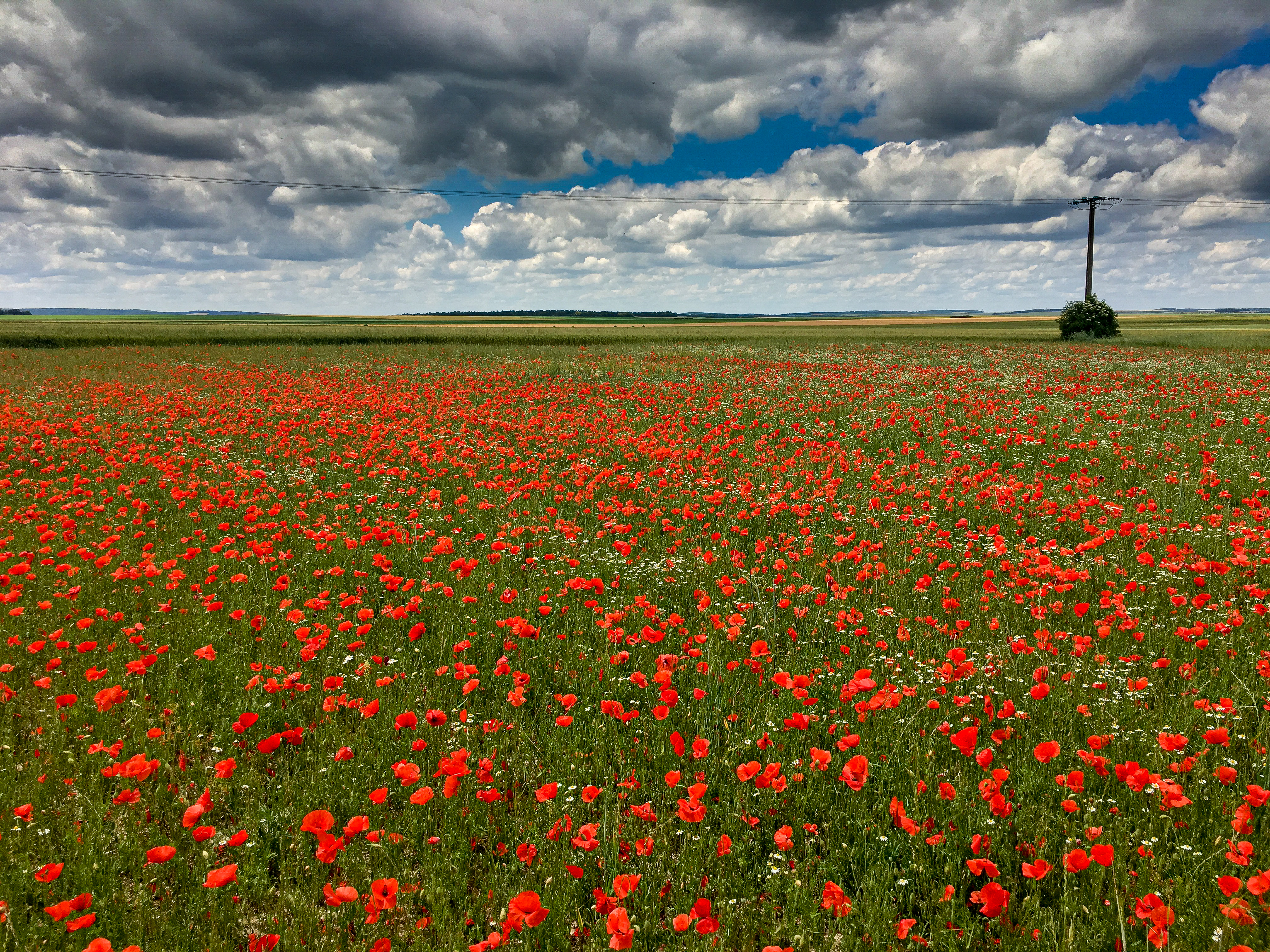
Champs de coquelicots à Prunay-Belleville dans l'ouest.

## Hydrographie

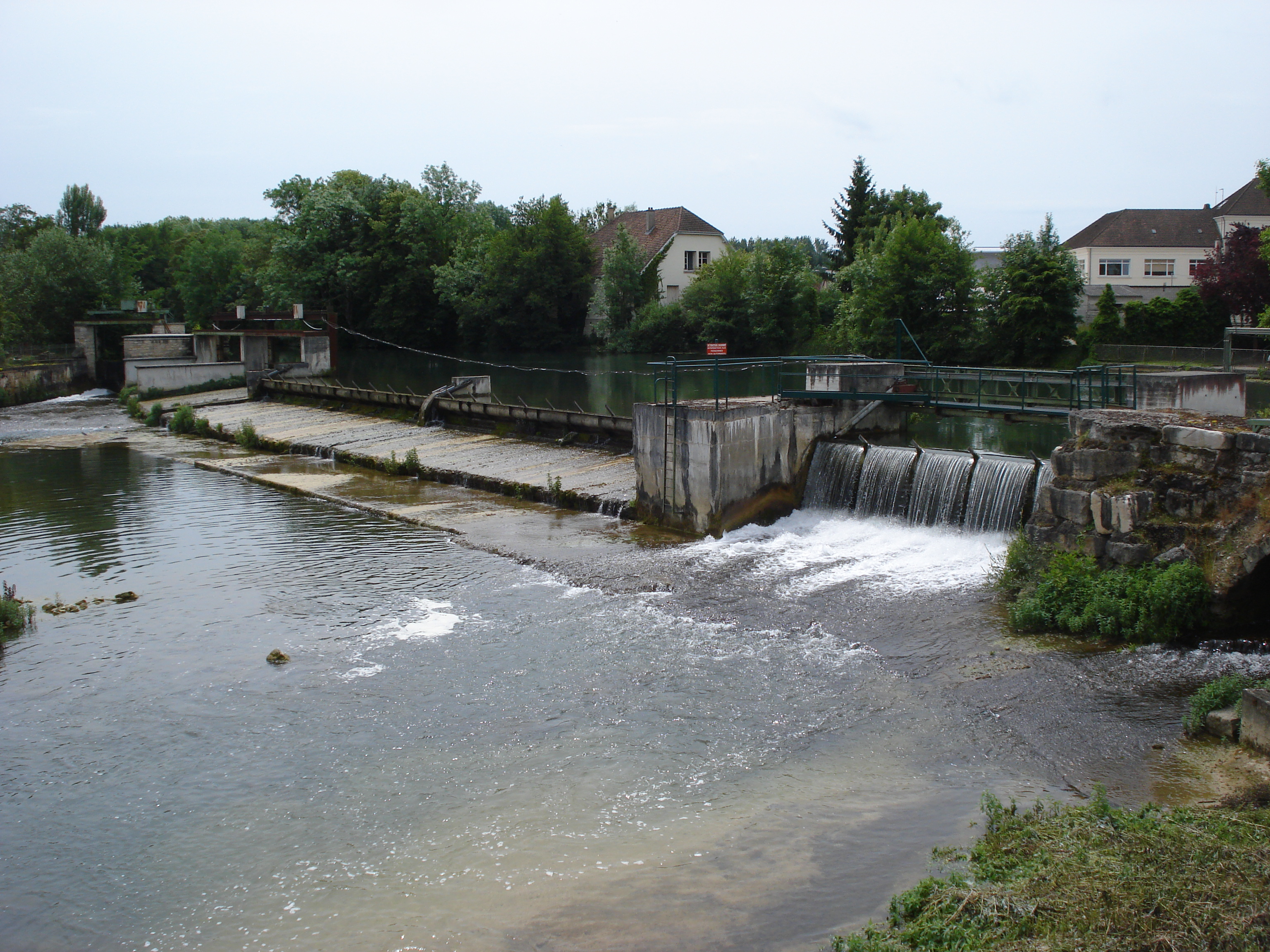
La Seine à Bar-sur-Seine.

Vingt-trois cours d'eau desservent le département, les quatre principaux étant la Seine, l'Aube (affluent de la Seine), l'Armance (affluent de l'Armançon) et la Vanne (affluent de l'Yonne).

## Forêts et lacs
Le département compte 140 000 hectares de forêts.

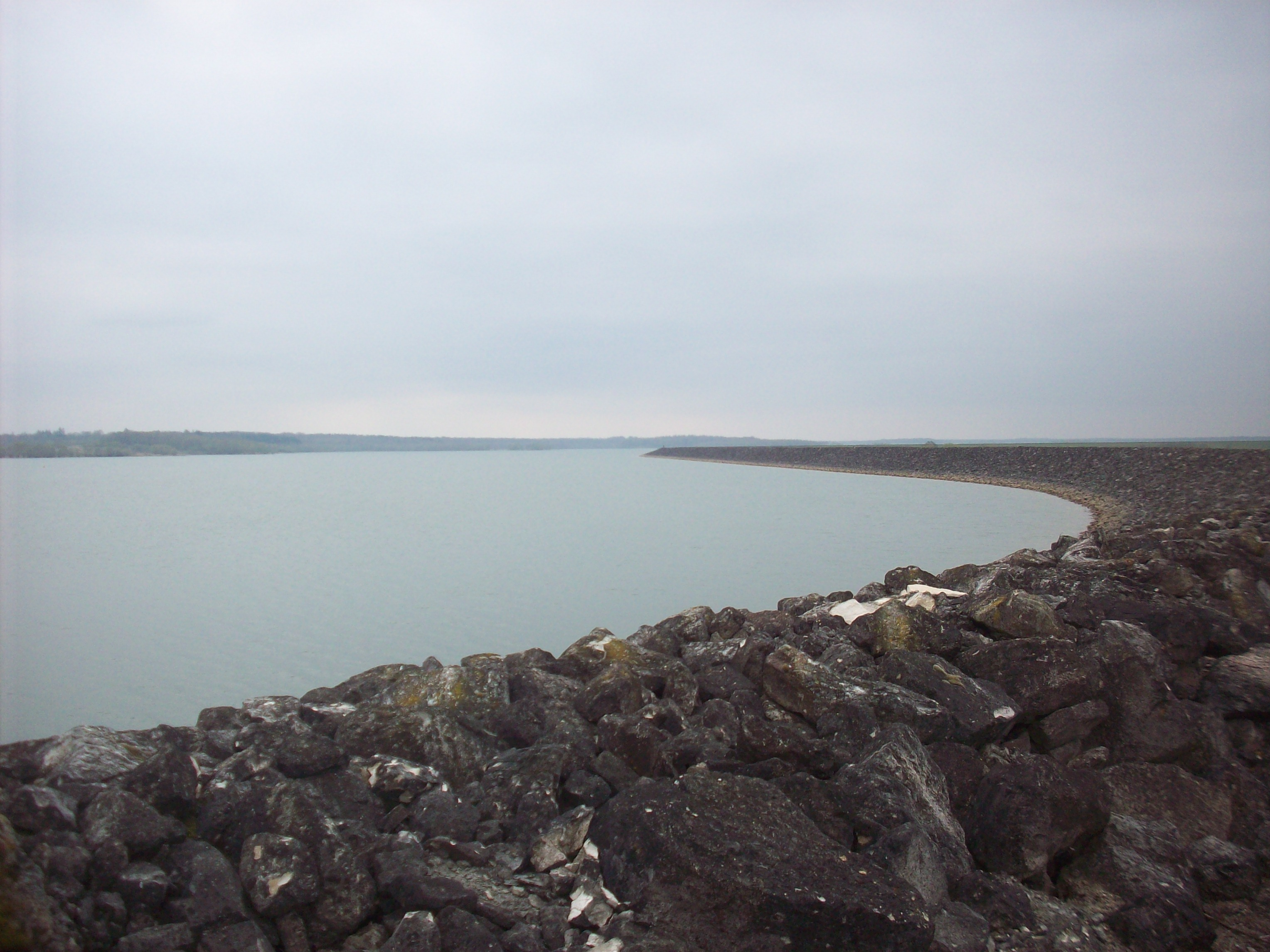
Le lac du Temple, vu depuis la digue.

Le parc naturel régional de la forêt d'Orient est l'un des premiers parcs naturels créés en France. On y trouve le lac d'Orient, et les lacs Amance et du Temple où l'on peut s'adonner à la pêche, aux loisirs nautiques ou à la baignade. Les lacs ont été en partie spécialisés dans une ou plusieurs de ces activités.

## Climat
Les conditions climatiques sont modérées, sans froids intenses ni chaleurs excessives, ce qui représente donc un climat d'ordre continental et océanique.
Entre 1950 et 1985, la température moyenne annuelle relevée dans le département est de 10,1 °C, ce qui reste équivalent au Bassin parisien et aux villes du nord-est de la France. Le nombre d'heures d'ensoleillement par an est de 1 771.
Les précipitations annuelles restent assez importantes (653,4 mm en moyenne soit 115 jours de précipitations). En général, il pleut davantage en automne qu’en hiver, mais la quantité de pluie est la plus élevée durant les mois de printemps. Au contraire, l'été est la saison où les précipitations sont les moins nombreuses. Cependant, le Sud-Est du département est plus sensible aux pluies que le Nord-Ouest.
Les intempéries neigeuses ne sont que relativement faibles. Quant aux vents, ils proviennent essentiellement de la façade ouest.
| Mois                              | jan. | fév. | mars | avril | mai  | juin | jui. | août | sep. | oct. | nov. | déc. |
| --------------------------------- | ---- | ---- | ---- | ----- | ---- | ---- | ---- | ---- | ---- | ---- | ---- | ---- |
| Température minimale moyenne (°C) | −0,3 | −0,2 | 2    | 3,3   | 7,3  | 10,4 | 12,4 | 12   | 9,4  | 6,5  | 2,5  | 1    |
| Température moyenne (°C)          | 3    | 3,5  | 7    | 9,5   | 13,5 | 16,5 | 19   | 18,5 | 15,5 | 11,5 | 6,5  | 4,5  |
| Température maximale moyenne (°C) | 5,8  | 7,5  | 11,6 | 14,5  | 19   | 22,1 | 25,2 | 25,2 | 21,1 | 16   | 9,4  | 6,9  |

## Voies de communication et transports

### Réseau routier
Le réseau routier du département comporte 150 km d'autoroutes, 33 km de routes nationales, 4 517 km de routes départementales et de 2 116 km de routes communales.

### Transports en commun
Dans l’agglomération troyenne, la TCAT assure un réseau de transports en commun. Contrairement à un grand nombre de réseaux qui sont assurés par des opérateurs, c'est la communauté d'agglomération de la ville qui a la propriété de la société. Le réseau dessert actuellement onze communes dont deux hors agglomération troyenne. Les autres villes, y compris Romilly-sur-Seine, ne possèdent pas de réseau de transports en commun.
L'Aube possède également des réseaux de transport interurbains. Vingt-et-une lignes régulières d'autocars relient entre elles les villes principales du département. L'exploitation de ces lignes est confiée à des autocaristes privés : Transdev - Les Courriers de l'Aube pour quatorze lignes, Keolis Sud Lorraine pour quatre lignes, Procars Champagne pour deux lignes, Autocars Bardy pour une ligne.

### Réseau ferroviaire

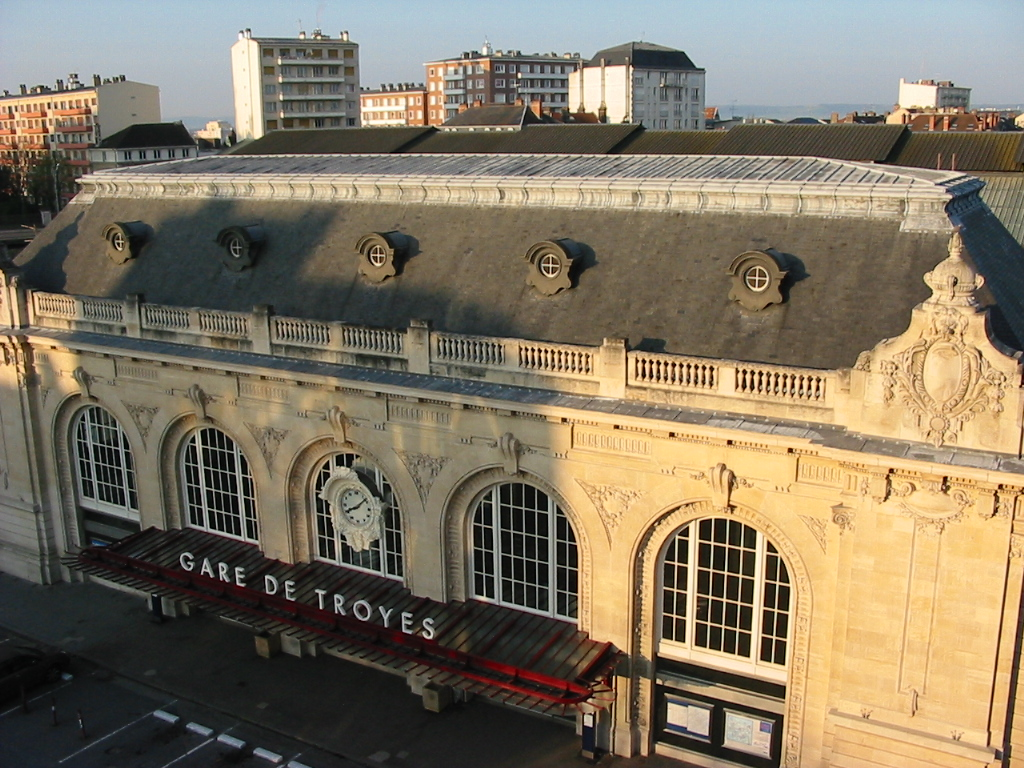
La gare de Troyes.

L’Aube ne bénéficie pas d'une forte desserte ferroviaire. Seules cinq gares sont actuellement ouvertes au service voyageur, toutes situées sur la grande ligne radiale non électrifiée de Paris-Est à Mulhouse. Ce sont : Nogent-sur-Seine, Romilly-sur-Seine, Troyes, Vendeuvre et Bar-sur-Aube. Toutes les autres lignes ayant autrefois desservi le département ont été fermées pour ce service. Certaines sections de ces dernières sont cependant toujours ouvertes pour le service du fret.

### Voies navigables
Le département compte 34,8 km de voies navigables. La ville de Nogent-sur-Seine est le 2e port fluvial céréalier français.